# Richard Heck
Richard Fred Heck (Springfield, Massachusetts, 15 de agosto de 1931-Manila, 10 de octubre de 2015) fue un químico estadounidense reconocido por el descubrimiento y el desarrollo de la reacción de Heck, que utiliza paladio para catalizar reacciones químicas orgánicas con haluros de arilo con alquenos.

## Premios
Heck fue premiado con el Premio Nobel en Química el 6 de octubre de 2010, junto con los químicos japoneses Ei-ichi Negishi y Akira Suzuki, por su trabajo en el acoplamiento de reacciones catalizadas por paladio en síntesis orgánica.

## Fallecimiento
Falleció el 10 de octubre de 2015 a los 84 años, en Manila capital de Filipinas donde vivía con su esposa.